# Walker Bay
Walker Bay is een wijndistrict in Zuid-Afrika. Het district behoort tot de wijnregio Cape South Coast in de West-Kaap.
Binnen Zuid-Afrika is dit het gebied dat zich als eerste manifesteerde als cool-climate district. Het is dan ook binnen Zuid-Afrika het bekendst om zijn uitstekende wijnen van de Pinot Noir, maar ook van de Chardonnay. Ook de verweerde leisteenbodem draagt bij aan het succes van de cool-climate-druiven. Er worden ook wijnen voortgebracht van de Pinotage, Sauvignon Blanc, Merlot en Shiraz. Het gebied breidt zich nog steeds uit, vooral langs de Botriviervallei.

## Wards
In Walker Bay liggen zes wards: 
- Botrivier
  - De Botrivierward is het begin van de Walker Bay. Het omvat het dorp Botrivier en de vallei, die zich uitstrekt van de lagune van de Botrivier tot op de uitlopers van de bergen Groenlandberg en Babylonstoren. Beroemd is zijn relatief koele klimaat dat goede wijnen voortbrengt van onder andere Chenin Blanc, Sauvignon Blanc, Pinotage, Shiraz en andere  Rhône-variëteiten.
- Hemel-en-Aarde Ridge
- Hemel-en-Aarde Valley
- Sunday's Glen
- Upper Hemel-en-Aarde Valley
- Stanford Foothills